# Histoires drôles, drôles de gens
Pour plus de détails, voir Fiche technique et Distribution.
Histoires drôles, drôles de gens est un film camerounais réalisé par Jean-Pierre Dikongué Pipa, sorti en 1983.

## Synopsis
Une succession de courtes comédies inspirées de la sagesse populaire qui se moque de la manie des noirs qui veulent imiter les habitudes des blancs. Par exemple, un jeune garçon saute d'un grand arbre avec un parapluie pensant parvenir à ce que font les parachutistes à la ville. Un commerçant lourdement endetté meurt soudainement, avec l'aide de sa femme, avant de rendre l'argent qu'un ami lui a prêté. Une villageoise insiste auprès de son mari pour obtenir des souliers dont elle n'a nul besoin.

## Fiche technique
- Titre original : Histoires drôles, drôles de gens
- Réalisation : Jean-Pierre Dikongué Pipa
- Production : Cameroon Spectacles
- Montage : Michèle Hollander, Dominique Martin
- Son : Édimo Dikobo
- Durée : 83 minutes
- Format : Couleurs
- Langues : Français et Pidgin

## Distribution
- Anderson-André Bodjongo
- Marguerite Ngandong
- André Njuega